# James Van Praagh
James Van Praagh (/væn ˈprɑːɡ/; sinh ngày 23 tháng 8 năm 1958) là một tác giả, nhà ngoại cảm, nhà sản xuất và nhân vật truyền hình người Mỹ, tự mô tả mình là một người có khả năng thấu thị và thông linh.  Ông đã viết nhiều cuốn sách, trong đó có cuốn sách bán chạy nhất của The New York Times nhan đề Talking to Heaven.  Van Praagh là nhà sản xuất và biên kịch của miniseries bán tự truyện phát sóng theo khung giờ vàng đầu năm 2002 của CBS Living with the Dead với sự tham gia diễn xuất của Ted Danson. Ông cũng tổ chức một chương trình trò chuyện huyền bí ngắn ngủi có tên Beyond with James Van Praagh.

## Thiếu thời
Van Praagh chào đời tại Bayside, New York và là con út trong gia đình có bốn người con. Ông cho biết ngay từ khi còn nhỏ đã trải qua những hiện tượng tâm linh, trong đó có một lần khi ông lên 8 tuổi; trong khi đang cầu nguyện Chúa, một bàn tay mở sáng rực xuất hiện trên trần nhà của mình, một trải nghiệm mà ông mô tả là yên bình chưa từng thấy bao giờ.  Lớn lên theo Công giáo La Mã, ông là một lễ sinh, và ở tuổi 14 theo học chủng viện.  Theo trang web của mình, ông dần mất hứng thú với tôn giáo có tổ chức và rời khỏi trường dòng sau khi tuyên bố rằng một linh hồn thì thầm với ông, "Chúa lớn hơn nhiều so với bốn bức tường này; cậu phải rời đi và tìm thấy Chúa ở bên ngoài thế giới."  Mẹ ông là Jeanne mất vào năm 1985; Van Praagh kể lại bà thường xuyên đến thăm và hướng dẫn ông.
Van Praagh tốt nghiệp Đại học Tiểu bang San Francisco chuyên ngành Phát thanh Truyền hình và Truyền thông, sau đó chuyển đến Los Angeles nhằm tìm kiếm cơ hội nghề nghiệp tốt hơn. Chính tại đây, ông đã phát hiện ra mối quan tâm trực tiếp đến thuyết tâm linh sau khi đến thăm nhà ngoại cảm Brian Hurst, khi gặp Van Praagh đã gọi ông là người giao tiếp linh hồn và nói rằng thế giới linh hồn sẽ hỗ trợ ông trong việc "thay đổi ý thức của hành tinh này."

## Sự nghiệp
Van Praagh khởi đầu sự nghiệp của mình bằng cách dùng khả năng ngoại cảm chỉ dẫn cho khách hàng bằng cách giao tiếp với linh hồn của những người bạn và người thân đã khuất của họ, và nhanh chóng tiếp cận với nhiều đối tượng hơn thông qua việc bày bán và phân phối một loạt băng ghi âm và sách. Vào đầu những năm 1990, ông bắt đầu xuất hiện trên chương trình trò chuyện huyền bí của đài NBC The Other Side (phát sóng 1994-1995), rồi về sau trở thành diễn giả chính thức nơi đây.  Van Praagh ghi nhận sự xuất hiện trên chương trình Larry King Live vào năm 1997 để quảng bá cho cuốn sách mới Talking to Heaven nhờ đó đã khiến ông trở nên nổi tiếng trên toàn thế giới. Ông còn góp mặt trong các chương trình The Oprah Winfrey Show, Larry King Live, Dr. Phil, A&E's Biography, Nightline, Unsolved Mysteries, The View, The Joy Behar Show, Today, Chelsea Lately và Coast to Coast. Ông làm việc với một tổ chức phi lợi nhuận mang tên The Compassionate Friends, một tổ chức dành cho những người mất con cái hoặc anh chị em. Ông cũng là một blogger thường xuyên cho The Huffington Post.
Tác phẩm của Van Praagh tập trung vào niềm tin của ông rằng không có cái chết, và những người đã chết vẫn tồn tại, chỉ ở một hình thức khác.  Van Praagh tuyên bố những linh hồn này giúp hướng dẫn ông, và họ đã nói với ông rằng có "nhiều cấp độ của Thiên đường và chúng ta đạt đến cấp độ mà chúng ta đã tạo ra bằng suy nghĩ, lời nói và việc làm của chúng ta khi ở trên cõi trần tục."

### Tác giả
Van Praagh đã viết nhiều cuốn sách được dịch ra nhiều thứ tiếng và bán được nhiều bản. Cuốn sách Talking to Heaven xuất bản năm 1999, của ông, kể lại những câu chuyện về cuộc tiếp xúc của ông với người đã khuất, giữ vị trí đầu bảng trong Danh sách sách bán chạy nhất của New York Times suốt hàng tuần liền.  Năm 2008, ông phát hành cuốn Ghosts Among Us, đi sâu vào chi tiết về hồn ma và thế giới linh hồn. Cuốn sách năm 2011 của ông mang tựa đề Growing Up in Heaven: The Eternal Connection Between Parent and Child, miêu tả chi tiết những gì ông khẳng định sẽ xảy ra với linh hồn của những đứa trẻ sau khi chúng chết.

### Living with the Dead(2002)
Vào tháng 4 năm 2002, CBS cho phát sóng Living with the Dead (còn được gọi với tựa thay thế là Talking to Heaven), một miniseries dài 4 tiếng dựa trên Van Praagh và do Stephen Gyllenhaal đạo diễn, với kịch bản của John Pielmeier.  Mặc dù loạt phim tiếp nối những trải nghiệm của Van Praagh, nó bao gồm một bí ẩn hư cấu xung quanh vụ giết một cậu bé tuổi teen dưới bàn tay của một kẻ giết người hàng loạt. Van Praagh do Ted Danson thủ vai, mẹ do Diane Ladd và cha do Jack Palance đóng.  Danson đã nhận được nhiều lời khen ngợi từ các tờ báo như Chicago Tribune và People nhờ khắc họa Van Praagh như một người đàn ông chịu đựng đau khổ bởi những hình ảnh cả đời về người chết, bao gồm cả mẹ của mình.

### Beyond with James Van Praagh(2002-2003)
Trong sự thành công của chương trình truyền hình huyền bí Crossing Over with John Edward vào đầu những năm 2000, Van Praagh và hãng Tribune Entertainment bèn tung ra Beyond with James Van Praagh, một chương trình trò chuyện huyền bí được phát sóng trên WB Network từ tháng 9 năm 2002 đến tháng 1 năm 2003. Beyond theo một định dạng tương tự như Crossing Over, với Van Praagh đọc những chỉ dẫn cho khán giả và những người nổi tiếng, cũng như các cuộc điều tra hiện trường về tội phạm và những người mất tích.

### Talking with the Dead(2004)
CBS đã phát sóng Talking with the Dead (còn được biết đến với tựa đề khác là The Dead Will Tell), một bộ phim giật gân dựa trên những trải nghiệm của Van Praagh và do Stephen Kay đạo diễn, vào ngày 24 tháng 10 năm 2004.  Anne Heche sản xuất và đóng vai chính trong phim với vai Emily Parkes, một người phụ nữ nhận được chiếc nhẫn đính hôn cổ từ vị hôn phu của mình và bắt đầu có những lần mơ thấy người chủ cũ đã bị sát hại của nó.   Bộ phim dành cho truyền hình còn có sự tham gia của Eva Longoria, Christopher Guest và Chris Sarandon.

### Ghost Whisperer(2005-2010)
Van Praagh từng là đồng điều hành sản xuất chương trình Ghost Whisperer của đài CBS, do Jennifer Love Hewitt đóng vai chính. Mặc dù công việc và kinh nghiệm của Van Praagh có thể đã ảnh hưởng đến kịch bản truyền hình, Ghost Whisperer thực sự được truyền cảm hứng bởi nhà ngoại cảm Mary Ann Wynchowski, một người phụ nữ mà Van Praagh gặp khi quay phim Beyond with James Van Praagh in 2002.  Ghost Whisperer được công chiếu trong năm mùa từ 23 tháng 9 năm 2005 đến 21 tháng 5 năm 2010 trên CBS.

### Kiện tụng
Ngày 22 tháng 1 năm 2013, James Van Praagh đã đệ đơn lên tòa án quận liên bang ở New York kiện chị gái Lynn Gratton, người cũng là một nhà ngoại cảm. James Van Praagh có thương hiệu trên tên của mình và tố cáo rằng Lynn đã xâm phạm nhãn hiệu đó bằng cách bắt đầu sử dụng tên thời con gái của mình là Van Praagh để thu lợi về tài chính từ tên của mình mặc dù Lynn đã lấy họ của chồng (hiện đã qua đời) hơn 40 năm trước khi bà kết hôn với ông ấy vào ngày 28 tháng 8 năm 1970.

## Chỉ trích
Các nhà hoạt động hoài nghi như James Randi, Joe Nickell, các tổ chức như Nhóm Điều tra Độc lập,  và các nhân vật truyền thông nổi tiếng, bao gồm Barbara Walters và John Oliver, đã cố gắng chống lại nhận thức rằng những gì Van Praagh và các nhà ngoại cảm khác phản ánh đúng thực tế. Các nhà phê bình của ông khẳng định rằng các bài đọc của Van Praagh được thực hiện bằng kỹ thuật đọc nguội và đọc vị đánh lừa, chứ không phải sức mạnh "tâm linh".

## Đời tư
Van Praagh đã kết hôn với người bạn đời của mình, mà ông bắt đầu hẹn hò vào năm 1995.

## Tác phẩm chọn lọc
- Praagh, James Van (2014). Adventures of the Soul: Journeys Through the Physical and Spiritual Dimensions. California: Hay House Inc. ISBN 978-1-4019-4470-4.
- Praagh, James Van (2014). The Soul's Journey Lesson Cards: 44 Cards and Guide. California: Hay House Inc. ISBN 978-1-4019-4471-1.
- Praagh, James Van (2013). How to Heal A Grieving Heart (with Doreen Virtue). California: Hay House Inc. ISBN 978-1-4019-4336-3.
- Praagh, James Van (2013). Talking to Heaven Mediumship Cards (with Doreen Virtue). California: Hay House Inc. ISBN 978-1-4019-4261-8.
- Praagh, James Van (2011). Growing Up in Heaven: The Eternal Connection Between Parent and Child. New York: HarperOne. ISBN 978-0-06-2024633.
- Praagh, James Van (2008). Ghosts among us: uncovering the truth about the other side (ấn bản thứ 1). New York: HarperCollins. ISBN 0-06-155338-7.
- Praagh, James Van (2009). Unfinished business: what the dead can teach us about life (ấn bản thứ 1). New York: HarperOne. ISBN 0-06-177814-1.
- Praagh, James Van (2003). Meditations with James Van Praagh. New York: Simon & Schuster. ISBN 0-7432-2943-6.
- Praagh, James Van (2003). Looking Beyond: a teen's guide to the spiritual world. New York: Simon & Schuster. ISBN 0-7432-2942-8.
- Praagh, James Van (2002). Heaven and Earth: making the psychic connection. New York: Pocket Books. ISBN 0-7432-2726-3.
- Praagh, James Van (2000). Healing Grief: reclaiming life after any loss. New York: New American Library. ISBN 0-451-20169-8.
- Praagh, James Van (1999). Talking to Heaven: a medium's message of life after death. New York: Penguin Group. ISBN 0-451-19172-2.
- Praagh, James Van (1999). Reaching to heaven: a spiritual journey through life and death. New York: Dutton. ISBN 0-525-94481-8.